# 杂色鸣鹃鵙

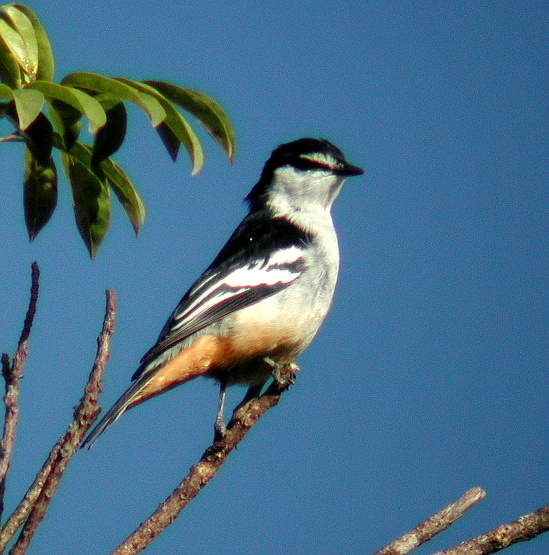
摄于澳大利亚昆士兰州Dayboro

杂色鸣鹃鵙（学名：Lalage leucomela）是山椒鸟科鸣鹃鵙属的一种，杂色鸣鹃鵙喜欢温暖、相对湿润的环境，分布于新几内亚、俾斯麦群岛以及热带和亚热带的澳大利亚沿海腹地。
杂色鸣鹃鵙在北方非常常见，但在较寒冷的南方则较为少见。常见的栖息地有雨林、藤林、沿河树丛、桉树林等。